# Geopelia humeralis
Geopelia humeralis là một loài chim trong họ Columbidae.

## Hình ảnh

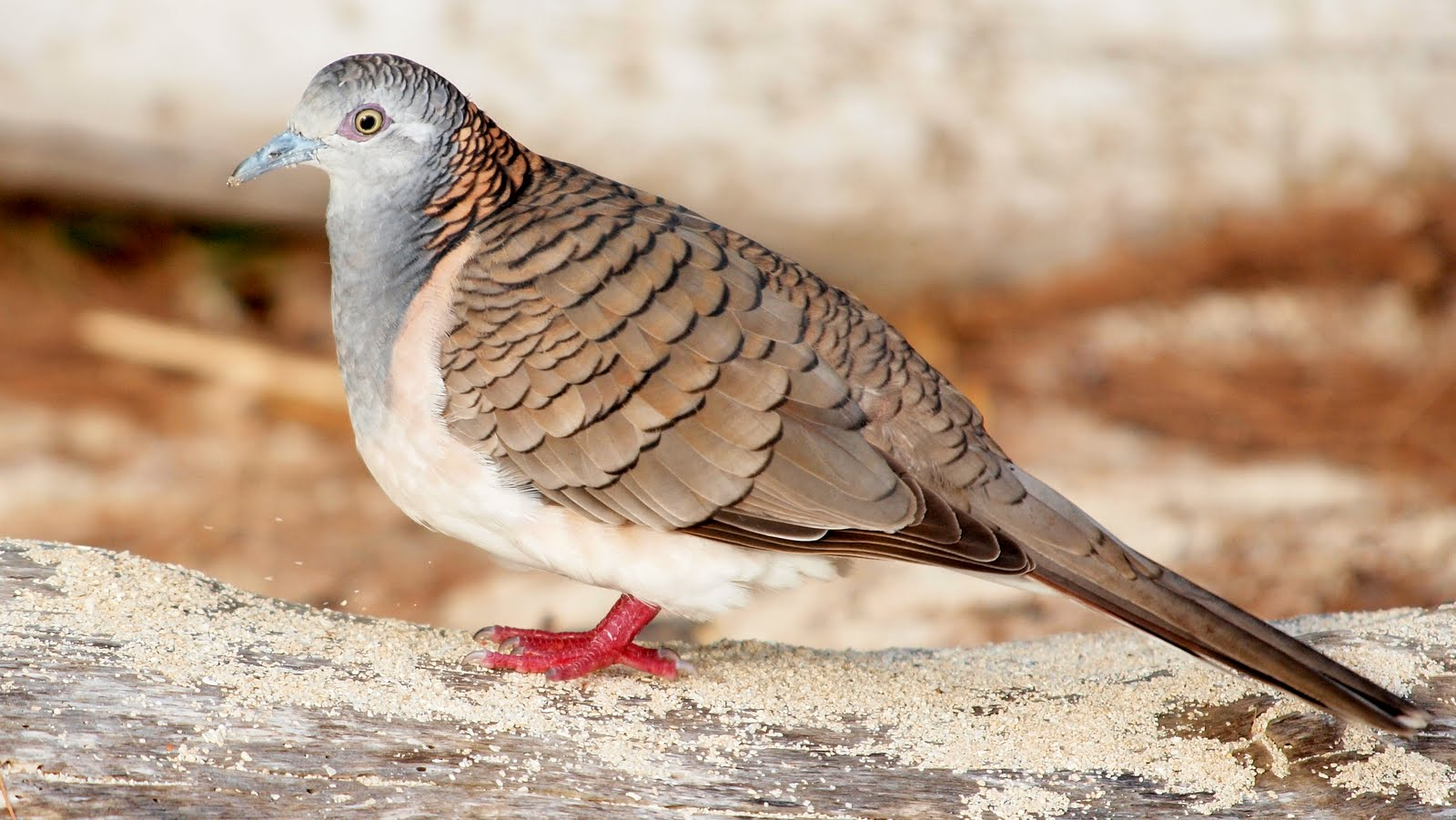
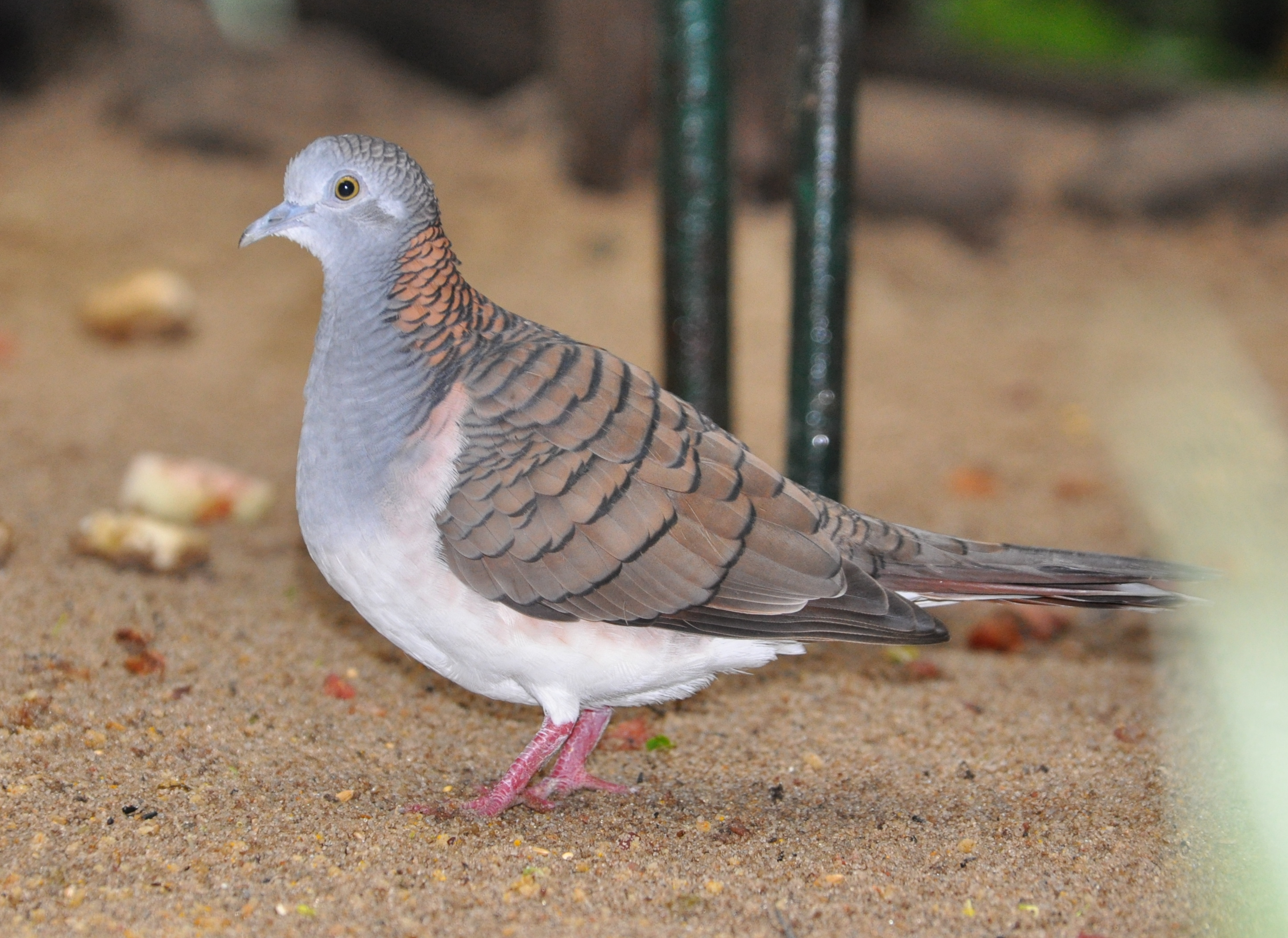
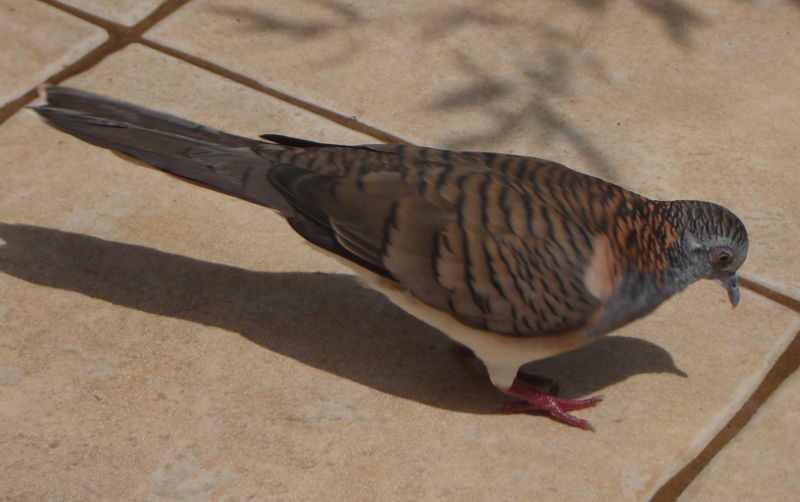
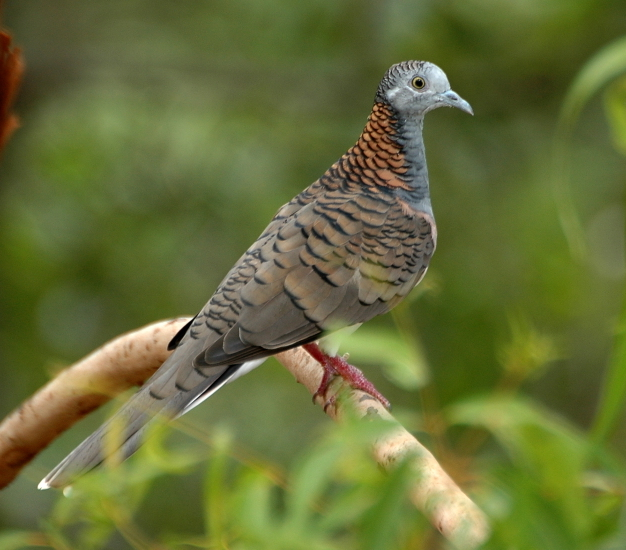